# 아미 (팬덤)

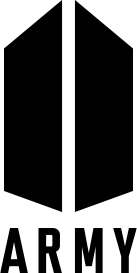
아미의 공식 로고

아미(영어: ARMY)는 대한민국의 보이 그룹 방탄소년단의 공식 팬덤이다. 이름은 영어로 군대를 의미하는 'Army'에서 유래하였고, '군대와 방탄복처럼 방탄소년단과 팬이 항상 같이 있는다'를 뜻한다. 2014년 7월 9일 팬미팅 이후 정식으로 만들어졌다. 아미의 수는 정확히 밝혀지지 않았다.

## 아미밤

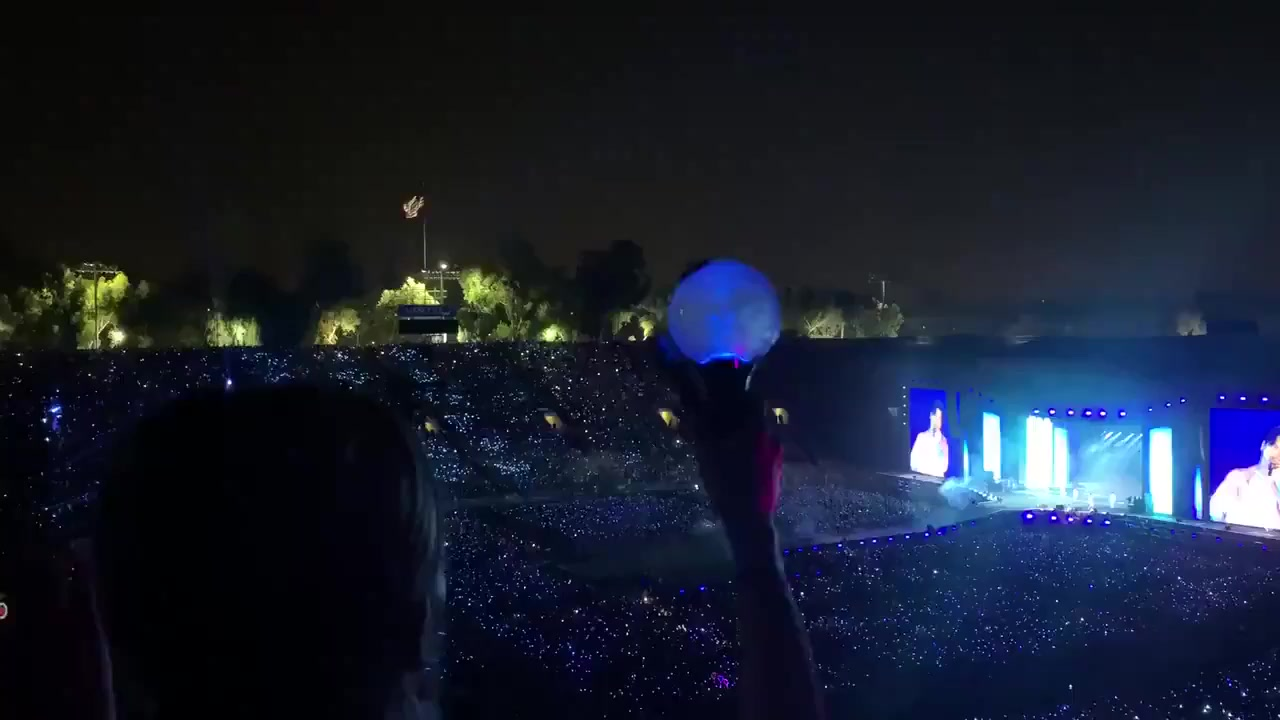
아미밤의 모습

응원봉의 이름은 '아미밤'(Army Bomb)이다. 폭탄 모양이며, 블루투스 제어 기능도 전용 앱을 통해 가능하다. 그리고 4월 12일에는 HYBE에서 아미밤 ver.3을 재판매하고 MAP OF THE SOUL 스페셜 에디션 버전을 발매하기도 했다. 구입은 위버스 샵에서 가능하다.

## 팬미팅 (머스터)
각 기수마다 진행하는 방탄소년단의 팬미팅을 MUSTER(머스터)라고 부른다. muster는 '군인(army)을 소집하다'라는 뜻으로, 방탄소년단의 팬클럽인 A.R.M.Y.를 모은다는 의미에서 비롯된 것이다.

## 자선 활동

### 대한민국
방탄소년단의 멤버 제이홉의 생일인 2019년 2월 18일을 전후하여, 아미는 14일 유기견 보호단체 및 인명구조단체에 사료 700kg을 기부하고, 제이홉의 고향 광주광역시 북구에 백미 128포대를 기부하였다. 이외에도 위안부 할머니 후원을 위한 나눔의 집 모금, 저체온증에 시달리는 신생아를 위한 털모자 뜨개질 재능기부도 이어졌다.
2019년 3월 9일에 슈가가 아미의 이름으로 한국소아암재단에 1억 원과 인형을 기부하자, 아미는 슈가의 이름으로 유기견 보호소에 사료를, 난청 아동을 돕는 ‘사랑의 달팽이’에 1천만 원을 기부하는 식으로 화답하였다. 코로나19 확산 방지로 인하여 2020년 4월 대한민국 투어로 예정된 콘서트가 취소되자, 아미는 콘서트 비용으로 전국재해구호협회에 약 4억원을 기부하였다.

### 대한민국 이외의 지역
대한민국 국외에서는 트위터 제이홉 팬 페이지에서 기아대책본부와 함께 'Hope on STOP HUNGER' Project를 기획하여 53개국 기아 아동들에게 기근 구호 식량 등을 후원하는 활동을 했다. 이외에도 영국, 페루에서도 구순구개열 수술을 받지 못하고 있는 저소득층 환자들의 수술을 위하여 모금활동을 진행하였다. 미국에서는 저소득층 학생들의 댄스 교육 비용을 후원하는 'Operation Just Dance' 프로젝트가 이루어지고 있다.